# Teodoro Fernandes Sampaio
Teodoro Fernandes Sampaio  (Santo Amaro da Purificação, 7 janvier 1855 - Rio de Janeiro, 11 octobre 1937) est un ingénieur géographe, écrivain et historien brésilien.

## Biographie
Il est né à l'Engenho Canabrava, propriété du vicomte d'Aramaré, situé aujourd'hui dans la municipalité de Bahia de Teodoro Sampaio.
Il est le fils de l'esclave Domingas da Paixão do Carmo et du père Manuel Fernandes Sampaio. À Santo Amaro, il étudie ses premières classes au collège du professeur José Joaquim Passos. Son père l'amène à São Paulo en 1864 et depuis à Rio de Janeiro où il étudie au Collège São Salvador et, ensuite, entre au cours d'ingénierie du Collège Central. Durant ses études, il enseigne aux collèges São Salvador et Abilio propriétés de l'autre d'Abílio César Borges (Baron de Macaúbas) et de Bahia également, et est aussi contracté comme dessinateur par le Musée national.
Il reçoit son diplôme en 1877, quand finalement il retourne à Bahia où il est né. Là, il revoit sa mère et ses frères et l'année suivante, il rachète la liberté de son frère Martinho ce qu'il fait de nouveau, en 1882 pour son frère Ezequiel et en 1884 pour son frère Matias.
En 1879, il fait partie de la « Commission hydraulique » nommée par l'empereur Dom Pedro II. Il y est le seul ingénieur brésilien, les autres sont Américains du nord.

### Travaux en ingénierie
Invité par Orville Derby, qu'il a connu dans une expédition aux sertões de la vallée du São Francisco, il participe à une nouvelle commission qui réalisa un relevé géologique de l'État de São Paulo (1886)
Auparavant, il a exécuté le travail de prolongement de la ligne de chemin de fer de Salvador au Rio São Francisco (1882). L'année suivante, il est nommé ingénieur-chef de la Commission de Désobstruction du Rio São Francisco qu'il abandonne pour répondre à l'invitation de Derby pour travailler à São Paulo. Là, entre d'autres réalisations, il participe en 1890, à la Compagnie Cantareira (ingénieur chef) et est nommé Directeur et Ingénieur Chef de l'assainissement de l'État de São Paulo (de 1898 à 1903). Il participe à la fondation de l'École Polytechnique avec Sales Oliveira.

## Instituts
Il est, en 1894, un de fondateurs de l'Institut historique et géographique de São Paulo; Membre de l’Institut historique et géographique de Bahia (1898) qu'il préside en 1922 ; associé de l'Institut historique et géographique brésilien (1902).
En 1912, il préside le Ve Congrès Brésilien de Géographie.

## Importance de Theodoro Sampaio
Theodoro Sampaio, fils d'une esclave noire, est un des plus grands penseurs brésiliens de son temps. Ingénieur de profession, il laisse une bibliographie de grande érudition géographique et historique sur la contribution des bandeiras paulistas dans la formation du territoire national entre autres thèmes. Sa sophistication dans la perception de l'importance du savoir indigène (des chemins mais ce n'est pas que cela) dans l'odyssée bandeirante est formidable. Il faut aussi reconnaître sa participation aux études de diverses rivières brésiliennes, de peintures rupestres  dans les sites archéologiques, du tupi dans la géographie brésilienne et de la géologie du pays. Dans ce dernier domaine, il participa à des moments marquants comme l'expédition d'Orville Derby dans la vallée du Rio São Francisco e de commissions spécifiques, Enfin, il fut le grand ami d’Euclides da Cunha et aida l'écrivain avec ses connaissances sur le sertão de Bahia dans la confection du livre Os Sertões.
Son nom se trouve dans la mémoire intellectuelle du pays aux côtés de Capistrano de Abreu, Joaquim Nabuco, Nina Rodrigues et d'autres du même niveau. En sa mémoire, on nomma deux municipalités brésiliennes (à Bahia et à São Paulo et aussi une importante rue de la ville de São Paulo.

### Principales œuvres
- O Rio São Francisco e a Chapada Diamantina, 1906.
- O tupi na geografia nacional, 1901.
- Atlas dos Estados Unidos do Brasil, 1908.
- Dicionário histórico, geográfico e etnográfico do Brasil, 1922.
- História da Fundação da Cidade do Salvador (posthume).